# 萨拉拉卡内达市政厅

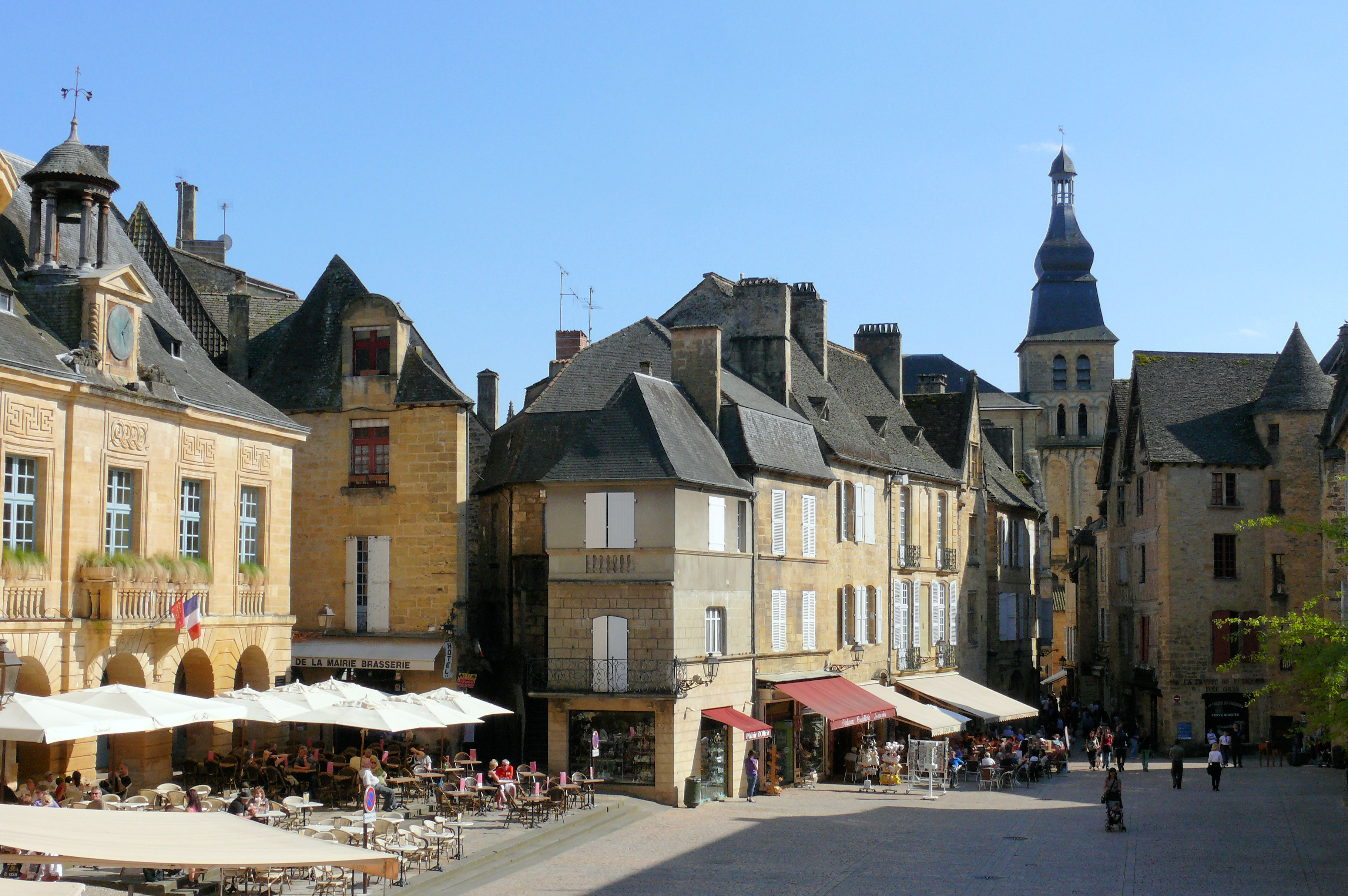

萨拉拉卡内达市政厅（Hôtel de ville de Sarlat）是法国多尔多涅省萨拉拉卡内达的市政厅，位于自由广场。
萨拉拉卡内达市政厅成立于9世纪。目前的建筑建于1623-1625年。其立面于1947年列为法国历史古迹。

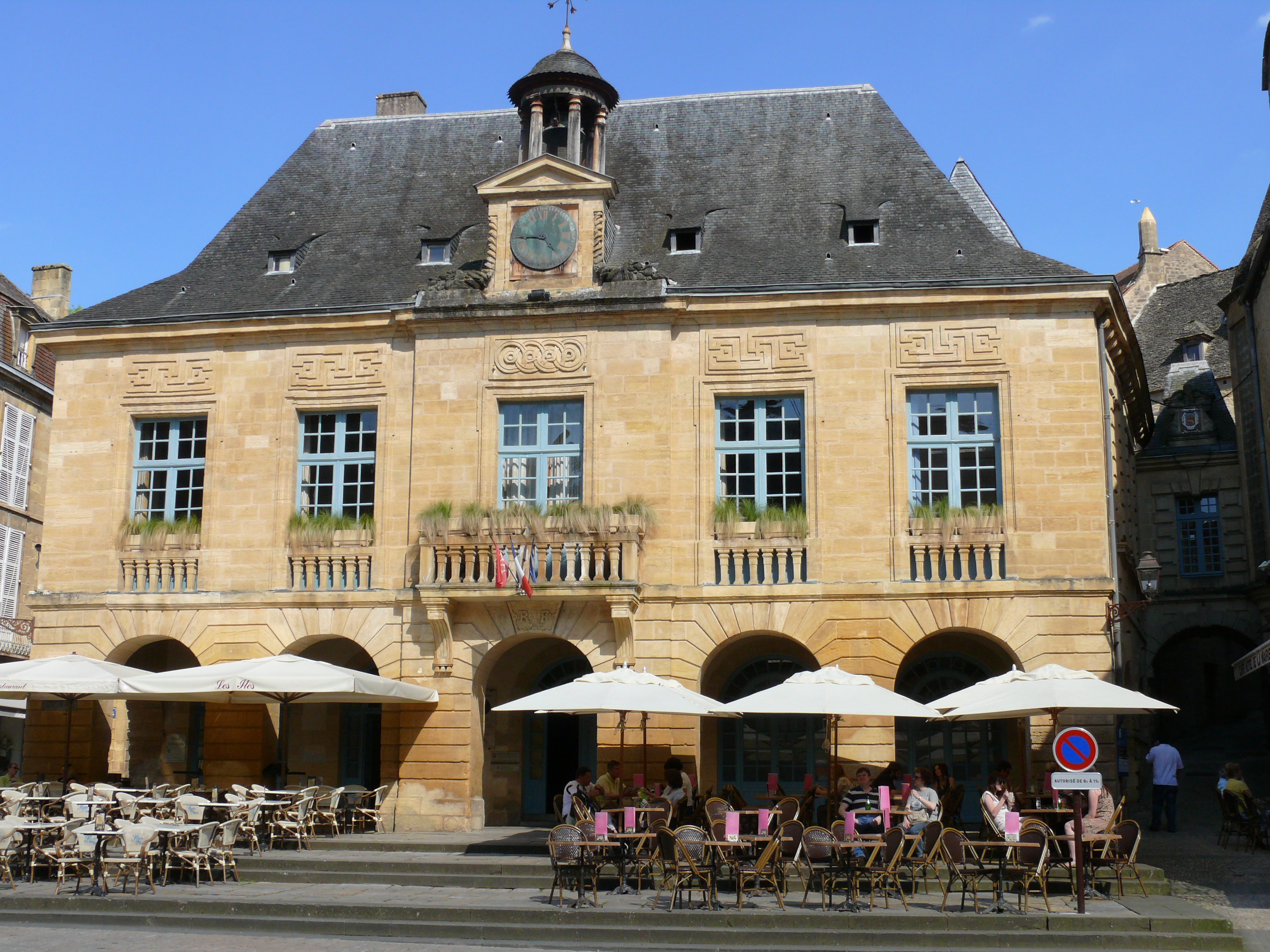
立面